# Georges de La Fouchardière
Georges de La Fouchardière (Febrero de 1874 - 10 de febrero de 1946) fue un escritor y periodista francés. Escribió para el Canard enchaîné (creador de la "Chronique du Bouif"), en L'Œuvre, además de ser autor de varias obras literarias, en particular La chienne, cuento adaptado al cine por Jean Renoir con el mismo título y de Fritz Lang como Scarlet Street.
Georges de la Fouchardière se licenció en letras tras estudiar en el Collège Stanislas de París y se graduó en el HEC Paris en 1901.